# Тамацу-мару
«Тамацу-мару» (яп. 玉津丸) — японское военное транспортное судно времен Второй Мировой войны, построенное в 1944 году. Потоплено американской подводной лодкой Spadefish 19 августа 1944 года во время тайфуна. Приблизительное число погибших составило 4890 человек.

## История постройки
«Тамацу-мару» был заложен на верфи Mitsui Shipbuilding 4 ноября 1942 года, спущен на воду 18 августа 1943 года. Постройка была завершена 20 января 1944 года. На судне могло размещаться двадцать десантных катеров «Дайхацу». Дополнительное вооружение — двадцать 13,2-мм пулемётов.
Первым выходом в море был рейс из Модзи в Манилу в составе конвоя Hi-45 в феврале 1944 года. Судно вернулось в Японию и затем было использовано для переброски частей 30-й пехотной дивизии Императорской армии из Пусана на Филиппины в составе конвоя Hi-63 в мае того же года. После возвращения в Японию в составе конвоя Hi-62 «Тамацу-мару» использовался для перевозки тяжёлой полевой артиллерии и частей 58-й отдельной смешанной бригады на Филиппины в составе конвоя MOMA-01.

### Потопление
Конвой Hi-71, в состав которого был включён «Тамацу-мару», был сформирован 8 августа 1944 года и 10 августа вышел из залива Имари в Сингапур, конечной точкой маршрута была Манила. Конвой был создан для перемещения частей 26-й дивизии, орудий, боеприпасов и топлива для обороны Филиппин. Помимо «Тамацу-мару» в конвой входило множество транспортных и грузовых судов: танкер «Хаясуи», транспорты «Тейя-мару» (бывший французский лайнер «Арамис») и «Маясан-Мару». Защиту конвоя обеспечивали два эсминца и шесть эскортных кораблей.
После двухдневной стоянки на базе в Мако защита конвоя была усилена эсминцем «Асакадзэ» и эскортными кораблями «Садо», «Этофору», «Мацува» и «Хибури». Вечером 17 августа конвой был обнаружен американской подлодкой Redfish, командир которой организовал совместную атаку. 18 августа при тайфуне с 12-балльным ветром, когда конвой находился в 150 милях к западу от Лусона, Redfish осуществила первую торпедную атаку, существенно повредив танкер «Эйо-мару», который вынужден был вернуться в Такао в сопровождении двух эсминцев. Во время следующей атаки подлодка USS Rasher потопила эскортный авианосец «Тайо» и транспорт «Тейя-мару».
На следующий день, 19 августа, после того как Rasher поразила ещё два корабля, к атаке на конвой Hi-71 присоединились подводные лодки Spadefish и Bluefish. В 3 часа 30 минут был зарегистрирован подрыв двух торпед, выпущенных Spadefish по «Тамацу-мару». Судно получило тяжёлые повреждения, перевернулось и стремительно затонуло в точке 18°48′ с. ш. 119°47′ в. д., унеся жизни 4755 человек. Гибель «Тамацу-мару» занимает четвёртое место в списке катастроф японских судов во Второй мировой войне.